# Grande Escursione Appenninica
De Grande Escursione Appenninica (Afgekort: GEA) is een 375 kilometer lange gemarkeerde wandelroute door het noordelijke en centrale deel van de Italiaanse Apennijnen. De GEA maakt deel uit van de Sentiero Italia en de Europese wandelroute E1. 
De in 28 etappes verdeelde route begint in de bergpas Bocca Trabaria en werd in 1983 officieel geopend door bergbeklimmer Reinhold Messner.